# 枚方市総合文化芸術センター
枚方市総合文化芸術センター（ひらかたしそうごうぶんかげいじゅつセンター）は大阪府枚方市にある文化施設。2024年5月優良ホール100選に選出。この記事では別館についても記述する。

## 概要
1971年（昭和46年）に完成した枚方市市民会館（岡東町）が老朽化し、市は2015年、倉敷紡績枚方工場の跡地に総合文化建設を計画した。しかし2018年6月に大阪府北部地震が発生。同年10月、市民会館大ホールは廃止された。市民会館の2017年（平成29年）度の稼働率は約80%であった。
本館は2018年に起工し、2021年9月上旬完成。これに伴い市民会館は本館の完成と同時に完全閉館される。また、一般への貸し出しは同年10月からとなる。
2020年4月、新型コロナウイルスの感染拡大防止のため、建設工事の一時中止を発表したが、5月に再開。
大ホールおよび小ホールは関西医科大学がネーミングライツを取得して関西医大 大ホール・関西医大 小ホールとそれぞれ呼ばれている。またイベントホールは枚方信用金庫がネーミングライツを取得してひらしんイベントホールと呼ばれている。

## アクセス
- 京阪本線枚方市駅北口から徒歩約5分

## 別館（旧メセナひらかた会館）
同市新町には勤労福祉を目的とした別館が存在している。1992年秋に完成。2021年4月に現名称となる。